# Kahanismus
Der Kahanismus ist eine Richtung des religiösen Zionismus, die auf den Ansichten von Meir Kahane, dem Gründer der Jewish Defense League und der Kach-Partei, basiert. Sie mischt Ultranationalismus mit religiösem Fundamentalismus, Rassismus, Gojimfeindlichkeit und der Rechtfertigung von Gewalt. 
Zentrale politische Ziele des Kahanismus sind die Vertreibung der meisten Palästinenser aus den israelisch besetzten Gebieten und der meisten arabischstämmigen israelischen Staatsbürger aus Israel sowie die Beseitigung der dortigen westlichen Demokratie zugunsten einer jüdischen Theokratie. Die Akzeptanz des Kahanismus reicht weit über Kahane und Kach hinaus.

## Kernideologie
Kahanes Weltanschauung war ursprünglich vom revisionistischen Zionismus Wladimir Zeev Jabotinskys geprägt, der oft zu Gast in Kahanes Elternhaus gewesen war. Kahane war in seiner Jugendzeit auch Mitglied der von Jabotinsky gegründeten Betar-Jugend gewesen. Die Schriften von Israel Eldad übten nach Kahanes Aussage ebenfalls Einfluss auf ihn aus. Einen zentralen Aspekt der kahanistischen Ideologie stellt der Glaube an die Auserwähltheit des jüdischen Volkes dar, anhand dessen Kahane ein ewiges und heiliges Recht auf das gelobte Land gegeben sieht. Auch war eines seiner erklärten Ziele, die internationalistische Orientierung vieler junger Israelis durch einen „gesunden Nationalismus“ zu ersetzen.
In den Augen liberaler Israelis war Kahane der Vorkämpfer eines jüdischen Rassismus. Tatsächlich führte die israelische Regierung nach dem Einzug seiner Kach-Partei in die Knesset auch ein neues Gesetz ein, das Parteien, die von der israelischen Regierung als rassistisch eingestuft werden, die Teilnahme an Wahlen untersagt, weshalb Kach dann von den Wahlen 1988 ausgeschlossen wurde und Kahane anschließend aus dem Parlament ausschied. Laut eigener Aussage lehnte er jedoch eine „rassische“ Definition des jüdischen Nationalismus ab, da Nationalismus und Religion des jüdischen Volkes eine Einheit bilden würden, während „rassisch“ motivierter Nationalismus meistens säkular sei. Die Einheit von jüdischer Ethnie und Religionszugehörigkeit mache den jüdischen Nationalismus unter den Nationalismen der anderen Völker einzigartig. Rassismus-Vorwürfe gegenüber seiner Ideologie bestritt er mit Verweis darauf, dass jeder Nichtjude, unabhängig von seiner Abstammung, zum Judentum übertreten kann. Dagegen warf er säkularen Juden Rassismus vor, da diese ihre Zugehörigkeit zur Judenheit nur über ihre Abstammung, nicht aber auch über ihre Religion, definieren würden. Ohne den Glauben an die Wahrhaftigkeit der jüdischen Religion gebe es laut ihm keinen Grund, jüdisch zu sein. Kahane wandte sich gegen den Ausschluss seiner Partei von den Knesset-Wahlen, indem er das Oberste Gericht Israels anrief, was allerdings erfolglos blieb.
Werte und Weltanschauungen, die nicht auf der Tora basieren, haben nach Kahane keine Gültigkeit für Juden, da sie, aus seiner Sicht, gottlosen Ursprungs sind. Laut Kahane können Juden einer Welt, die Auschwitz geschaffen hat, nicht noch einmal trauen und müssen stattdessen dafür sorgen, dass sich Auschwitz nie wieder ereignet.

## Großisrael
Kahane forderte die Errichtung von Großisrael, was mindestens die Annektierung aller besetzten Gebiete bedeutet. In einem Interview gab er darüber hinaus an, dass die Grenzen von Eretz Israel ein noch größeres Gebiet umfassen würden, das von Jamit bis zum Euphrat reiche. Auf den Einwand, dass derartige Gebietsforderungen ewigen Krieg mit den Arabern bedeuten würden, entgegnete er, dass es diesen ohnehin geben werde. Kahane war außerdem der Auffassung, dass Juden lieber sterben sollten, statt auch nur ein Stück Land wieder zurückzugeben.

## Ansicht über den Messias
Kahane war der Ansicht, dass der jüdische Messias schon längst gekommen wäre, wenn die Juden alle Gebote der Tora befolgen würden. Das weltliche System Israels sowie die „Fremdbesatzung“ des Tempelbergs würden dessen Ankunft daher nur verzögern.

## Verhältnis zur Demokratie
Die Demokratie wurde von Kahane, aufgrund ihres griechischen Ursprungs, grundsätzlich für etwas Nichtjüdisches und damit Fremdartiges gehalten. Danach sei sie an sich ungültig. Unter der Voraussetzung, dass eine demokratisch gewählte Regierung ihre Entscheidungen anhand der orthodoxen Auslegung der Tora orientiert, sei sie allerdings akzeptabel. Die israelische Demokratie wurde von Kahane jedoch als widersprüchlich bezeichnet, da Nichtjuden in ihr ebenfalls wahlberechtigt sind und somit im Falle eines demografischen Wandels eines Tages die Möglichkeit erhalten könnten, Israel als Judenstaat abzuwählen.

## Verhältnis zu Nichtjuden
Nach Kahanes Meinung dürfen Nichtjuden nur als „Fremdlinge“ im Land Israel wohnen, unter der Voraussetzung, dass sie die sieben Noachidischen Gebote befolgen. Volle Gleichberechtigung erhalten sie bei diesem Status jedoch nicht. Kahane berief sich darauf und forderte zusätzlich, dass „Fremdlinge“ den Staat Israel anerkennen müssen, besondere Steuern zu zahlen haben, keine Beamten werden dürfen und ihnen das Wahlrecht verwehrt bleibt. Ihre Loyalität sollen die „Fremdlinge“ einmal pro Jahr bestätigen. 
Außerdem forderte er eine weitgehende Trennung von Juden und Nichtjuden im öffentlichen Leben: Nichtjuden sollen auf von Juden getrennten Schulen unterrichtet werden, getrennte Freizeiteinrichtungen besuchen und sich nicht in Jerusalem niederlassen dürfen. 
Auch verlangte Kahane eine 5-jährige Haftstrafe für den sexuellen Kontakt zwischen Juden und Nichtjuden. Im Interview mit der Sendung 60 Minutes entgegnete er auf den Einwand des ebenfalls jüdischen Journalisten Mike Wallace, dass ein solches Gesetz den Nürnberger Gesetzen erstaunlich gleiche, dass die meisten Juden eine falsche Vorstellung von ihrer Religion hätten und Judentum nicht „Thomas Jefferson“ sei.
Der weitaus größte Teil an Nichtjuden wird in Israel derzeit von den arabischen Israelis gestellt. Laut Kahane befinden sich die Juden heute wieder in derselben Situation wie einst 1230 v. Chr. zur Zeit der Landnahme. Josua, der Nachfolger von Moses und Anführer der Israeliten, ließ den Kanaanitern damals im Vorfeld der Landnahme drei Briefe zukommen, in denen er ihnen drei mögliche Optionen anbot: Sie verlassen das Land freiwillig, sie erkennen den „Fremdlings“-Status an, oder sie kämpfen um das Land und tragen dafür die Konsequenzen. Nach Kahane sollte Israel heute auf dieselbe Weise mit der arabischen Bevölkerung verfahren.

## Verhältnis zur Gewalt
Der Kahanismus rechtfertigt die Anwendung von Gewalt als politisches Kampfmittel. Kahane war selbst mehrere Male handgreiflich gegenüber politischen Gegnern geworden. 1974 trat er erstmals mit dem Konzept von „Terror Neged Terror“ (hebräisch für „Terror gegen Terror“) hervor. Ziel dieses Konzepts war es, arabischen Terrorismus mit jüdischem Terrorismus zu bekämpfen. Kahane schlug der israelischen Regierung jener Zeit vor, mit einer auf diesem Konzept basierenden Organisation auf dieselbe Weise zu verfahren, wie dies die arabischen Staaten mit den arabischen Terrororganisationen tun: Die israelische Regierung soll jede Verbindung zu TNT bestreiten, dabei allerdings die Ausbildung der Mitglieder auf ihrem Staatsboden zulassen. Die israelische Regierung zeigte sich für diese Idee jedoch nicht empfänglich.
Kahanistische Aktivisten haben in der Vergangenheit verschiedene antiarabische Gewalttaten verübt, wovon das Massaker von Hebron durch Baruch Goldstein 1994 und die Schießerei von Schefar’am durch Eden Natan-Zada 2005 die bekanntesten sind. Goldstein wird heute aufgrund seiner Tat von den Kahanisten als „Gerechter“ (hebräisch: „Zaddik“) verehrt.